# Normaiskola
A normaiskola vagy normális iskola olyan népiskola volt a 18. század 70-es éveinek végétől a 19. század elejéig, melyben a Johann Ignaz Felbiger által kidolgozott norma-módszer (methodus normalis) alapján folyt a tanítás a Habsburg Birodalom területén, így a Magyar Királyságban is; az iskola tanítója elvégezte a norma-módszert ismertető tanfolyamot, vagy a módszerben kiképzett tanítónál gyakorlati úton elsajátította.

## Normaiskola

### Népiskola
A normaiskolát az 1777-i Ratio Educationis a nép- (azaz nemzeti) iskolák körébe sorolta be. Leggyakrabban a nagyobb városi, 3 osztályos, úgynevezett elsőrendű népiskolák (scholae vernaculae primariae (seu capitales)) voltak olyanok. 
Az elsőrendű népiskolákban szerveződött normaiskolák tananyaga meg kellett feleljen a nagyobb városi népiskolák tananyagának. Így az 1777-es Ratio Educationis szerint ott 

„mindenki megtanulja:

1. a betűk fölismerését és szótagolását, a nyomtatott és írott könyvek olvasását;

2. a szép- és nyelvtanilag helyes írást;

3. a számokkal való elbánást, hogy a számtani műveleteket... melyek a kereskedelemben... s a fontosabb kézműiparban... előfordulnak, alkalmazni tudják;

4. a háztartás elemeit;

5. az anyanyelvet...

6. a német nyelvet, ahol nem szerepel anyanyelvként;

7. különböző feladatok írásbeli megszerkesztését;

8. végül az erényes és becsületes polgári életmód folytatásához hozzátartozó ismereteket, melyekre mindenkinek egyformán szüksége van...

Egyesek... akik vagy a grammatikai iskolába átlépni szándékoznak, vagy kitűnnek a többiek közül, vagy... kérni fogják... a következőkben fognak gyakoroltatni:

9.  a latin nyelv elemeiben,

10. a mértan és természettan alapelveiben, szabadkézirajzban és más ügyességekben...” 

### Tanítóképző
Az elsőrendű népiskolák – mint normaiskolák – olyan intézmények voltak, melyek alkalmasak voltak tanítók képzésére, ahol tanítóképzés is történt.
Az elsőrendű népiskolák mint normaiskolák „…fő célja abban rejlik, hogy az egész országban elhelyezett népiskolák élére állítandó tanítók bennük képeztessenek, akik mindenütt ugyanazon tanítási módszert vezetik be és állandóan megtartják. Azért… mintegy mintái és nevelőintézetei a többieknek. Ebben nemcsak a gyermekeknek kell teljesebb és bővebb oktatásban részesülniök… hanem maguknak a tanítóknak is, hogy hivatásuk teljesítésében gyakorlatot szerezzenek. Nem is alkalmazandók tanítói állásba előbb, mintsem képességüknek szigorú vizsgálaton ennek tanújelét adták.” 
„Ezek az iskolák… úgy vannak szervezve, hogy bennük nemcsak a gyermekek nyernek oktatást különböző tudományokban és ügyességekben, hanem maguk a tanítók is, akik majdan a népiskolákban a tanítói hivatást teljesíteni fogják… megfelelő és szükséges kiképzésben részesülnek.” 
A normaiskola mintaiskolai jellegét a Ratio többször megfogalmazta, de kevés útbaigazítást szövegezett meg a tanítóképzés szerveződési, módszertani sajátosságairól. Az iskolába bekerülő tanítójelöltek részére nem írt elő semmiféle előképzettséget, így a képzésbe lépés körülményei bizonytalanok voltak. Arról sem szóltak a rendelkezések, hogy a gyakorlati és az elméleti képzés milyen hosszú ideig tartson, hogyan kapcsolódjanak egymáshoz. A gyakoroltatás (a közvetlen tapasztalás, utánzás) fontosságát hangsúlyozta. Az intézmények belsőszervezetének kiépítéséről, a működés megvalósítását segítő általánosabb elvekről nem írt. Az engedélyezett, és a már létező normaiskolák eljárásmódjainak követésére utasított
„…kivéve, ha a különböző alattvalóknak szükségletei vagy… a városoknak körülményei, ahol ilyenfajta iskolák vannak… változást nem követelnek… [A normaiskolák] nagy sokaságában és változatosságában semmi biztos és állandó határozatot hozni nem lehet.” 
Az elsőrendű népiskolákat – hasonlóan a nagyobb városi iskolákhoz – a város volt köteles fenntartani; az iskola igazgatója az állami „tanulmányi pénztárból” évi fizetést kapott;
az épület „felállításában… ott, ahol… a város az összes költségeket egyáltalán nem bírná viselni, a tanulmányi kincstár is fog segélyt nyujtani.” 
Elsőrendű népiskolát, így normaiskolaformában megszervezett tanítóképzést, az 1777-es Ratio csak az ország kilenc királyi tankerülete központjában szorgalmazott. A tankerület népiskolai királyi felügyelőjének feladataihoz tartozott az iskola mielőbbi életre hívása, tevékenységének folyamatos segítése, ellenőrzése. Ugyanakkor a Ratio nem tiltotta a tankerületi központokon kívül – más helységekben – elsőrendű népiskola szervezést. Lehetőség volt arra, hogy akár nagyobb városi, akár kisebb városi (falusi) népiskola részt vegyen a normaiskolai formának megfelelő tanítóképzésben.
Legalább 1 tanéves tanítóképzés volt az elsőrendű népiskolákon, de amellett még – leginkább a népiskolai tanítás szüneteiben – rövidebb idejű, 2–3 hónapos tanfolyamokat is szerveztek a tankerület tanítóinak. Tartottak tanfolyami képzést nem magyar nyelvű népiskolák tanítóinak, és volt nem magyar nyelvű normaiskola is.

### Norma-iskolaegyüttes
A norma-iskolaegyüttes olyan több tagozatból álló oktató-nevelőintézmény, melyet az 1777-i Ratio szerint mindegyik tankerület székhelyén meg kellett szervezni. A tagozatok oktatási-képzési feladatai együttes képzési rendszert alkottak. Az iskolaegyüttes tagozatai voltak:

a.) elsőrendű népiskola;

b.) tanítóképző-tagozat;

c.) rajziskola: a képzésre vállalkozó céhekben tanuló fiataloknak és városi polgároknak oktattak mértani-ipari rajzot, vagy művészi festészetet-rajzolást, és tanítójelölteknek szépírást és táblai rajzot;

d.) énekiskola: a képzésre vállalkozóknak, és tanítójelölteknek az egyházi szertartásokhoz kapcsolódó éneket, (orgona)zenét.

A rajz- és zeneiskolai tagozat megkívánta külön-külön rajztanító (praeceptor graphidis) és zenetanár (magister musicae) alkalmazását az elsőrendű népiskolában.

„2. Alkalmazandó egy rajztanító, vagy amint mondják rajzolómester is és többiek mind, akiket a német örökös tartományokban felállított efféle iskolákban alkalmazni szokás. A rajztanulásra a gyerekek csak válogatva, a tanítójelöltek azonban különbség nélkül valamennyien odabocsájtandók s ha ebben a tárgyban kitűnnek, előnyben fognak részesülni a tanítói állások elnyerésében.

3. De a zenetanár sem hiányozhatik s ez a tanítókat, akik többnyire templomi szolgálatra vannak kötelezve, mind más hangszerek kezelésére is, mind főkép orgonálásra fogja tanítani. Mert nemcsak a falvakon, hanem többnyire a nagyobb és kisebb városokban is régi szokás, hogy az isteni tisztelet alatt a zenének, mint egyik fontos kötelességüknek ellátását, az iskola tanítóitól várják.” 

A normaiskolai tanítóképzésnél az alsó fokú népiskolák tanítóinak képzése alsó fokú iskolában (elsőrendű népiskolában) történt. A Magyar Királyságban a 19. század második évtizedétől jelentek meg a tanítóképzés olyan intézményei, amik alsó fok feletti (középfok felé mutató/alsó-középfokú) iskolák voltak (Szepesváralja 1818; Eger 1828.). Ezeknél a tanítóképzőknél az iskolába bekerülés feltétele lett az alsó fokú népiskola elvégzése. – A normaiskolai tanítóképzéssel együtt élő elsőrendű népiskola, mint a normaiskolai tanítóképzés gyakorlóhelye, az alsó-középfokú tanítóképzőknél az intézményhez szorosan kapcsolódó/szerveződött gyakorló-népiskola („gyakorlóiskola”) lett. – A normaiskolai tanítóképzésben megtalálhatók a tanítói-szakképzésnek azok a feladatai, sajátosságai, amik a közelmúltig jelen voltak a magyarországi tanítóképzésben (alsó-középfokú intézmény; kántorképzés; gyakorlóiskola).